# Cnephaotachina spectanda
Cnephaotachina spectanda är en tvåvingeart som först beskrevs av Villeneuve 1930.  Cnephaotachina spectanda ingår i släktet Cnephaotachina och familjen parasitflugor. Inga underarter finns listade i Catalogue of Life.